# 洋野町立大野小学校
洋野町立大野小学校（ひろのちょうりつ おおのしょうがっこう）は、岩手県九戸郡洋野町の旧大野村域にある公立小学校。

## 沿革
- 1875年（明治8年）1月24日 - 大野71地割27番地に大野小学校創立。
- 1876年（明治9年） - 大野第8地割77番地に校舎移転。
- 1901年（明治34年）8月 - 大野第9地割1番地に校舎移転。
- 1902年（明治35年）4月 - 現在地に新築移転し、高等科併設。
- 1927年（昭和2年）9月 - 校地拡張、校舎改造。
- 1930年（昭和5年） - 学区域変更。
- 1934年（昭和9年）1月 - 校地拡張、講堂新築。
- 1939年（昭和14年）5月 - 校舎改築（8教室増）。
- 1940年（昭和15年）8月 - 校庭を新設
- 1941年（昭和16年）4月1日 - 国民学校令により、大野国民学校と改称（13学級編成）。
- 1947年（昭和22年）4月1日 - 学制改革により、大野村立大野小学校と改称。
- 1948年（昭和23年）9月23日 - 大野小学校PTA設立。
- 1954年（昭和29年）9月20日 - 創立80周年記念事業実施。
- 1958年（昭和33年）4月1日 - 学区変更（現学区となる）。
- 1961年（昭和36年）11月22日 - 校舎増築（4教室他）。
- 1965年（昭和40年）5月6日 - 給食調理場新設、完全学校給食開始。
- 1972年（昭和47年）4月1日 - 特殊学級設置（1学級）。
- 1975年（昭和50年）
  - 9月1日 - 新校舎第一期工事竣工（5教室他）。
  - 10月26日 - 創立100周年記念行事並びに記念式典挙行。
- 1976年（昭和51年）2月1日 - 新校舎第二期工事竣工（管理棟）。
- 1978年（昭和53年）
  - 1月21日 - 屋内体育館竣工。
  - 2月18日 - 校舎落成記念式典挙行し、祝賀会開催。
- 1979年（昭和54年）6月9日 - 創立100周年記念｢大望の像｣建立。
- 1980年（昭和55年）
  - 3月 - プール、バックネット竣工。
  - 7月 - 創立100周年記念樹植樹、記念石設置、飼育小屋完成。
- 1993年（平成5年）9月3日 - 屋外照明施設敷設。
- 1994年（平成6年）
  - 2月28日 - 食堂、コンピュータ室増設。
  - 3月4日 - 校舎大規模改造工事竣工。
- 1995年（平成7年）9月30日 - 創立120周年記念式典挙行。
- 1997年（平成9年）6月7日 - 飼育小屋（孔雀他）完成。
- 1998年（平成10年）4月 - 教育センターマルチメディア活用事業、実践研究指定校となる。
- 2000年（平成12年）6月26日 - ことばの教室開設（通級）。
- 2001年（平成13年）
  - 3月 - 自転車置場改築。
  - 9月14日 - 学校美術館・学校博物館（友遊ランド）開館。
- 2002年（平成14年）8月 - 校舎内壁面等内装工事実施。
- 2004年（平成16年）
  - 4月1日 - 特別支援学級（特殊）設置。
  - 9月22日 - PTA主催「創立130周年記念 岩手大学吹奏楽部演奏会」開催。
  - 11月14日 - 校舎耐震改修工事竣工。
- 2006年（平成18年）1月1日 - 大野村と種市町が合併した洋野町発足により、洋野町立大野小学校と改称。
- 2008年（平成20年）
  - 7月24日 - 0時26分頃に発生した岩手北部地震により食堂の天井に被害が出た。
  - 9月17日 - 下水を公共下水道に接続。
- 2009年（平成21年）10月 - プールを撤去し駐車場設置、及び校舎南側擁壁設置。
- 2010年（平成22年）
  - 2月 - 太陽光発電装置設置、指導用と事務用パソコン更新。
  - 4月 - パソコン教室と職員のパソコンの更新（電子黒板1台、大型液晶テレビ2台）。
- 2011年（平成23年）3月11日 - 14時46分頃に発生した東北地方太平洋沖地震（東日本大震災）で、校舎の一部に被害が出た。
- 2012年（平成24年）
  - 1月31日 - 校庭排水及び屋外便所改築工事竣工。
  - 8月9日 - 体育館屋根補修工事竣工。
- 2013年（平成25年）8月5日 - 高圧受電設備改修工事。
- 2014年（平成26年）
  - 2月23日 - 太陽光蓄電設備設置。
  - 4月1日 - 特別支援学級（情緒学級）開設。
  - 7月29日 - 校舎壁（職員室内ほか）工事、校庭整地作業。
  - 11月8日 - 体育館屋根工事開始。
  - 12月26日 - 新ホームページを開設し、運用開始。
- 2015年（平成27年）
  - 1月1日 - 緊急メール配信サービス開始。
  - 9月16日 - 創立140周年記念事業「140スマイルパーク」完成式典。
  - 11月28日 - 学校創立140周年記念式典挙行し、祝賀会開催。
- 2016年（平成28年）3月23日 - 職員玄関前に、不審者用防犯カメラ設置。
- 2019年（令和元年）
  - 5月 - 校庭排水対策工事完了。
  - 9月 - 校舎外壁・外階段改修工事完了。普通教室、職員室、校長室にエアコン設置。
- 2020年（令和2年）3月3日 - 新型コロナウイルス感染症予防のため、3月23日まで臨時休校。
- 2023年（令和5年）4月1日 - 洋野町立向田小学校を統合。

## 学区
- 概ね洋野町大野地区の広範囲（上浦、東大野、金ヶ沢、横山、蒲の口、中山住宅、坂組、向上川原、上組、薬師、下川原、上川原、大野中区、西大野、下組、長根、柏木畑、新田、上明戸、下明戸、明戸開拓）[1]。

## アクセス
- 洋野町営バス種市大野線・岩手県北自動車久慈大野線・大野軽米線「陸中大野」バス停下車。
- 南部バス（岩手県北自動車南部支社）八戸大野線「大野」バス停下車。
  - 洋野町営バス・岩手県北自動車の「陸中大野」バス停と南部バス「大野」バス停は、同一である。

## 周辺
- 洋野町役場大野庁舎（旧大野村役場）
- 洋野町立大野中学校
- 大野郵便局

## 主な進学先
- 洋野町立大野中学校